# 巴特德里堡
巴特德里堡（德語：Bad Driburg，發音：[baːt ˈdʁiːˌbʊʁk] ⓘ）是德国北莱茵-威斯特法伦州代特莫尔德行政区赫克斯特县的城市，面积115.3平方千米，2023年12月31日人口为19,496人。